# Giovanni Meli

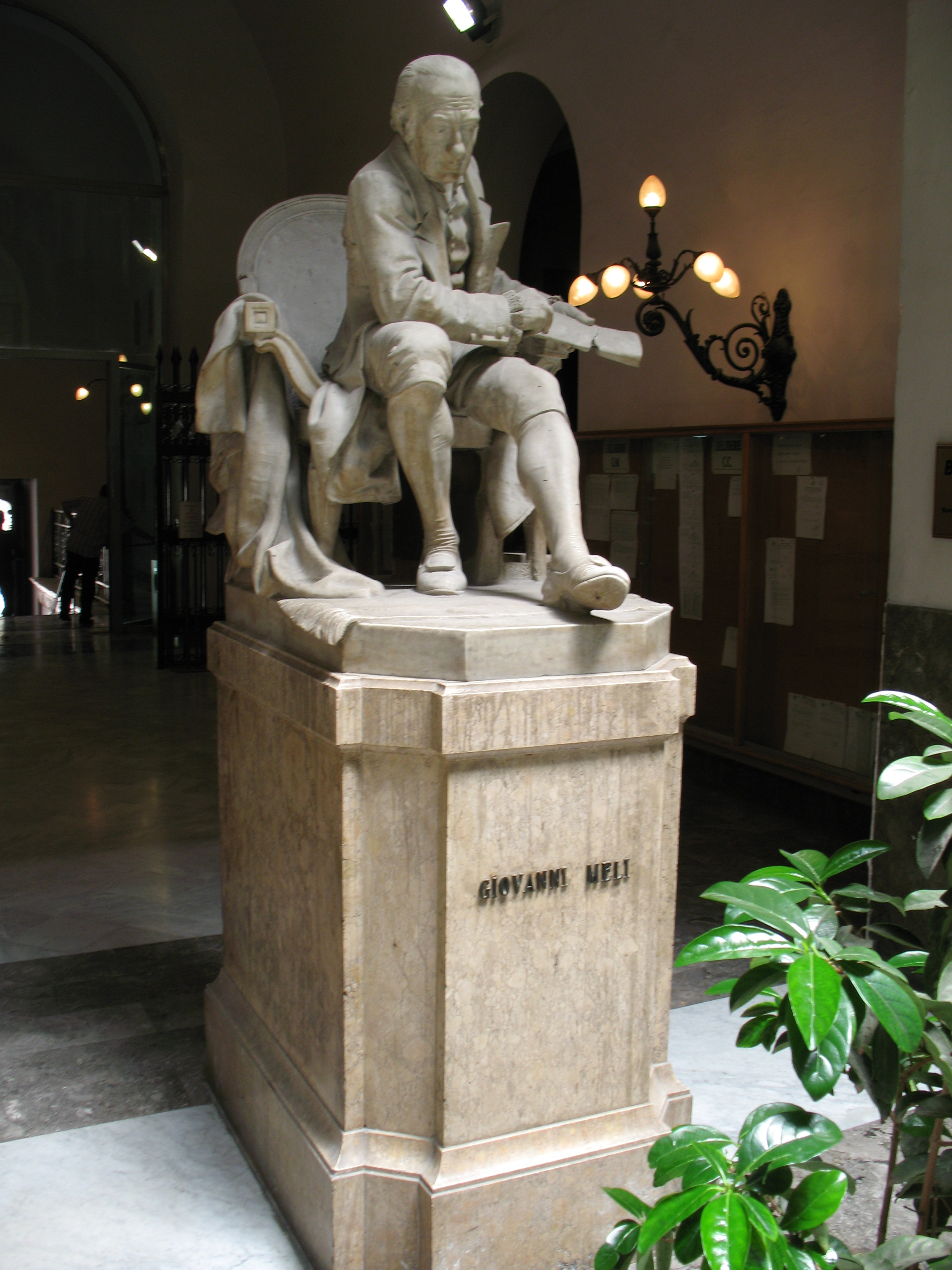
Giovanni Meli.

Giovanni Meli, född den 6 mars 1740 i Palermo, död där den 20 december 1815, var en siciliansk skald, läkare och naturforskare. 
Som professor i kemi i Palermo, diktade han på sicilianska ekloger, idyller och anakreontiska sånger, fulla av solig glädje och ett verkligt grekiskt behag. Såväl i val av ämnen som beträffande form och poetisk inspiration är Meli dock för lärd för att bli en verklig folkskald. Med skiftande framgång skrev han elegier, epistlar, canzoner, fabler och satirer samt de större komiska dikterna La fata galanti ("Den goda fen"), Don Chisciotti e Sanciu Panza och satiren Origini dû munnu ("Världens skapelse"). Samlingar av hans mycket svåröversättliga dikter är överflyttade till italienska av Giuseppe Gazzino (1858) och till tyska av Ferdinand Gregorovius (1856). Melis arbeten utgavs i 7 band (1814).